# MDK2
《MDK2》는 2000년 3인칭 액션 어드벤처 비디오 게임으로, 드림캐스트, 윈도우, 플레이스테이션 2용으로 바이오웨어가 개발하고 인터플레이 엔터테인먼트가 배급하였다. 1997년 게임 MDK의 속편이다. 2000년 3월 드림캐스트용으로 첫 출시된 이 게임은 나중에 5월 새로이 선별 가능한 난이도 및 수동으로 세이브할 수 있는 기능을 포함하여 윈도우용으로 출시되었다. 2001년 3월, 레벨 디자인 수정 및 게임플레이 트윅의 기능을 갖춘 MDK 2: 아마겟돈(MDK 2: Armageddon) 버전이 플레이스테이션 2용으로 출시되었다. PC 버전은 2008년 9월 GOG.com에 출시되었으며, 2009년 9월 스팀에 출시되었다. 플레이스테이션 2 버전 포팅은 2011년 WiiWare를 통해 Wii용으로 출시되었다. 또, 2011년 HD 리마스터 버전이 윈도우용으로 출시되었다.
MDK2 HD에는 새로운 3D 모델, 텍스처, 개선된 광원 효과, 리마스터된 음악이 포함되며 10월에 빔독에 출시되었고, 2012년 7월 스팀에 출시되었다.

## 평가
MDK2는 대체적으로 모든 시스템에 걸쳐 긍정적인 평가를 받았다.